# ブレネー・マルロス・ヴァランダ・デ・オリヴェイラ
ブレネー・マルロス・ヴァランダ・デ・オリヴェイラ（Brenner Marlos Varanda de Oliveira、1991年9月21日 - ）は、ブラジル出身のプロサッカー選手。テップ•サイン•ナムディンFC所属。ポジションはフォワード。

## 来歴
2012年にブラジルでプロデビュー。
2019年に加入したアヴァイFCでは14試合に出場して2ゴールを記録した。
2020年2月5日、タイ・リーグ1のバンコク・ユナイテッドFCと契約。しかし、ポートFCに移籍したネルソン・ボニージャの穴を埋めるには至らず、2020年末でクラブを退団。
半年間無所属であったが、2021年7月10日、J2リーグのファジアーノ岡山への加入およびチームへの合流が発表された。2021年11月26日、契約満了による退団が発表された。
2022年1月13日、ブラジルセリエCに所属するクルーベ・ド・レモへの加入が発表された。

## 個人成績
| 国内大会個人成績 | 国内大会個人成績 | 国内大会個人成績 | 国内大会個人成績 | 国内大会個人成績 | 国内大会個人成績 | 国内大会個人成績 | 国内大会個人成績 | 国内大会個人成績 | 国内大会個人成績 | 国内大会個人成績 | 国内大会個人成績 |
| 年度             | クラブ           | 背番号           | リーグ           | リーグ戦         | リーグ戦         | リーグ杯         | リーグ杯         | オープン杯       | オープン杯       | 期間通算         | 期間通算         |
| 年度             | クラブ           | 背番号           | リーグ           | 出場             | 得点             | 出場             | 得点             | 出場             | 得点             | 出場             | 得点             |
| 日本             | 日本             | 日本             | 日本             | リーグ戦         | リーグ戦         | リーグ杯         | リーグ杯         | 天皇杯           | 天皇杯           | 期間通算         | 期間通算         |
| ---------------- | ---------------- | ---------------- | ---------------- | ---------------- | ---------------- | ---------------- | ---------------- | ---------------- | ---------------- | ---------------- | ---------------- |
| 2021             | 岡山             | 38               | J2               | 2                | 0                | -                | -                |                  |                  |                  |                  |
| 通算             | 日本             | 日本             | J2               | 2                | 0                | -                | -                |                  |                  |                  |                  |
| 総通算           | 総通算           | 総通算           | 総通算           | 2                | 0                | 0                | 0                |                  |                  |                  |                  |